# Kaogu
Kaogu (en xinès: 考古; en pinyin: Kǎogǔ; literalment, arqueologia) és un diari acadèmic revisat per experts sobre arqueologia xinesa. Aquesta revista és publicada per l'Institut d'Arqueologia de l'Acadèmia xinesa de Ciències Socials. El diari s'originà en 1955, apareixent des de llavors de forma irregular. La publicació regular començà en 1959 però va ser suspesa temporalment entre 1966–1971, durant la Revolució Cultural. Kaogu és publicat mensualment.
La importància d'aquesta publicació rau en el fet que Kaogu és la principal font de dades sobre investigacions conjuntes internacionals entre xinesos i no xinesos que es van intensificar a la dècada de 1990. La majoria dels articles contenen resums breus en anglès. Aquesta revista publica descripcions resumides d'excavacions a tota Xina, però recentment també s'han inclòs articles de recerca. Seguint les lleis sobre patrimoni cultural, primer s'hauran de publicar els treballs dels estrangers a la Xina en xinès i, per tant, Kaogu és receptacle de moltes d'aquestes campanyes arqueològiques.